# Museo del Oro
Het Museo del Oro (het Goudmuseum) is een museum in Bogotá, Colombia. Het museum toont een selectie van precolumbiaans gouden en tumbaga kunstvoorwerpen. Deze gouden voorwerpen, gemaakt van een voor indiaanse culturen heilig metaal, getuigen van het leven en denken van de verschillende culturen die in het huidige Colombia leefden vóór de Spaanse verovering van Amerika.

## Geschiedenis
In 1939 begon de Banco de la República met het beschermen van het archeologisch erfgoed van Colombia. In 1940 vond in een vergaderzaal van de bank de eerste tentoonstelling plaats; in 1948 werd er een zaal toegewezen zodat uitgenodigde gasten objecten konden bezichtigen. In 1959 verhuisde de bank naar een nieuw gebouw en opende het museum zijn deuren voor het publiek. In 1968 kreeg het museum zijn eigen locatie. In 1998 begon een tien jaar durende renovatie, die resulteerde in vijf tentoonstellingsruimtes en een interactieve zaal.
Het object dat bekend staat als Poporo Quimbaya was het eerste stuk in de verzameling. Het museum herbergt ook het gouden vlot van de Muisca dat in 1969 in Pasca werd gevonden en dat de inwijding van het nieuwe opperhoofd voorstelt. De collectie bestaat uit meer dan 30.000 gouden objecten, en bijna 20.000 objecten van andere materialen.
Het museum heeft zes dependances: Quimbaya Goudmuseum in Armenia, Calima Goudmuseum in Cali, Zenú Goudmuseum in Cartagena, Nariño Goudmuseum in Pasto, Tairona Goudmuseum in Santa Marta en het Etnografisch Museum in Leticia.

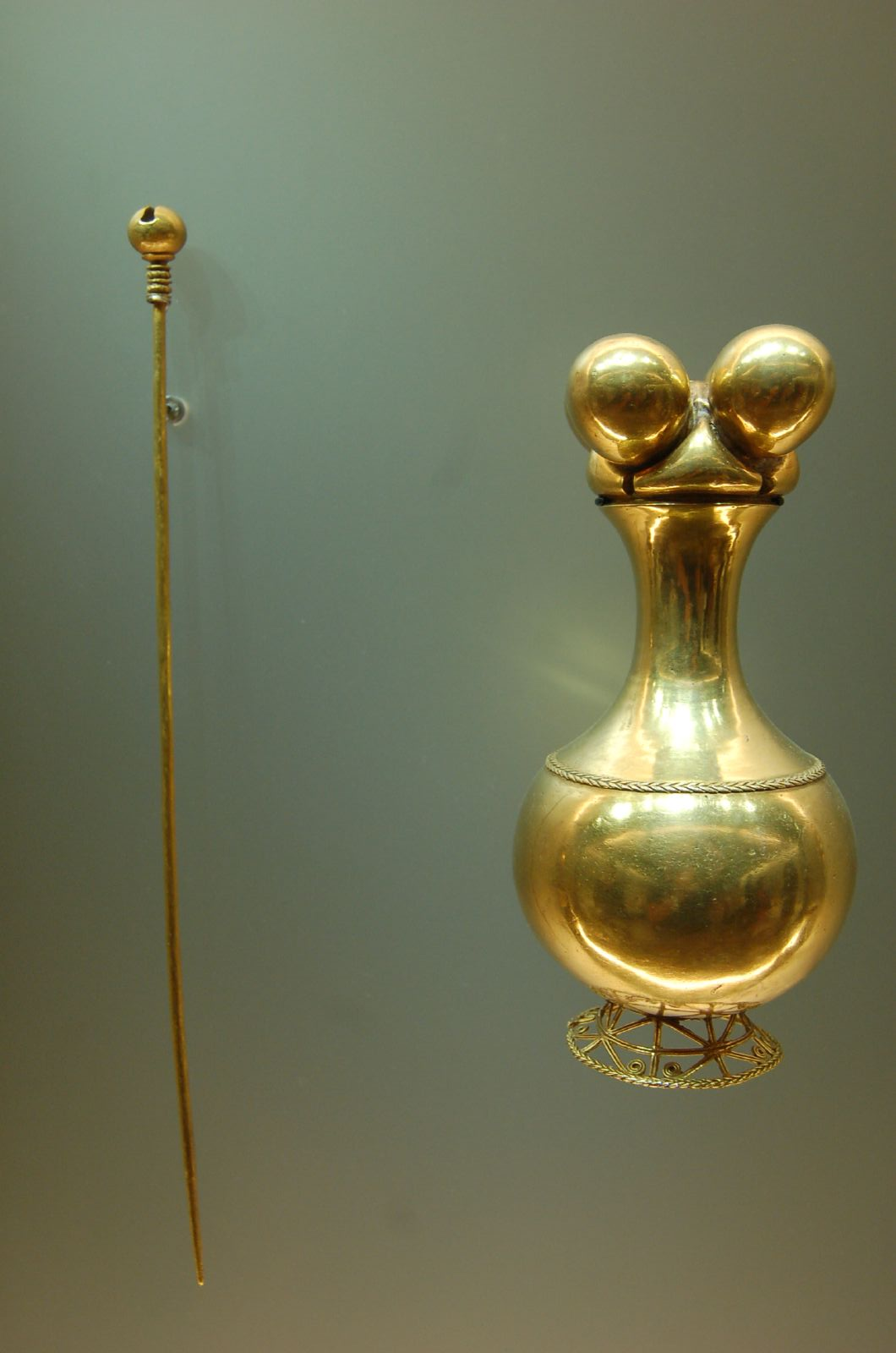
Poporo, kalkbus (Quimbaya cultuur)
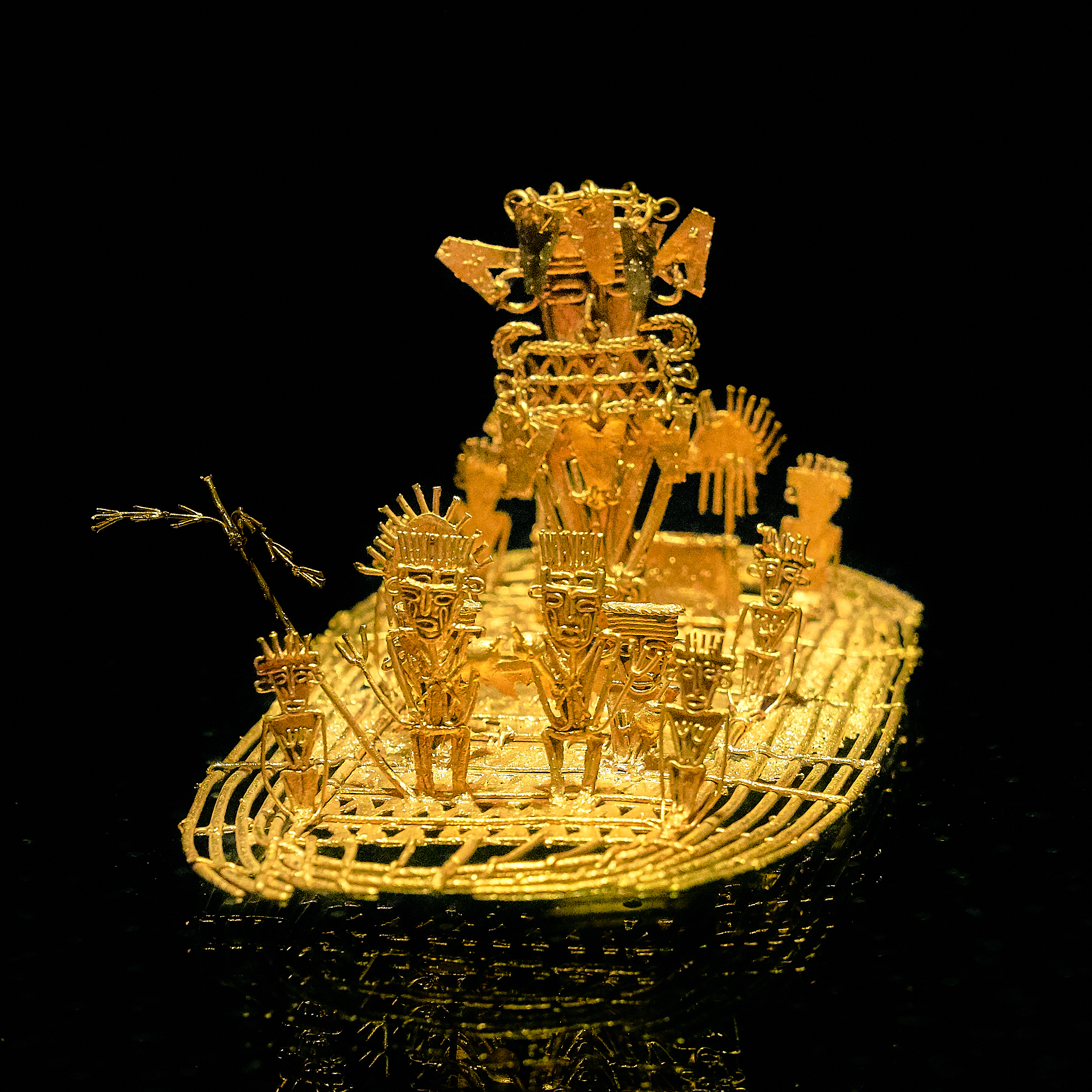
Het inwijdingsritueel (Muisca cultuur)
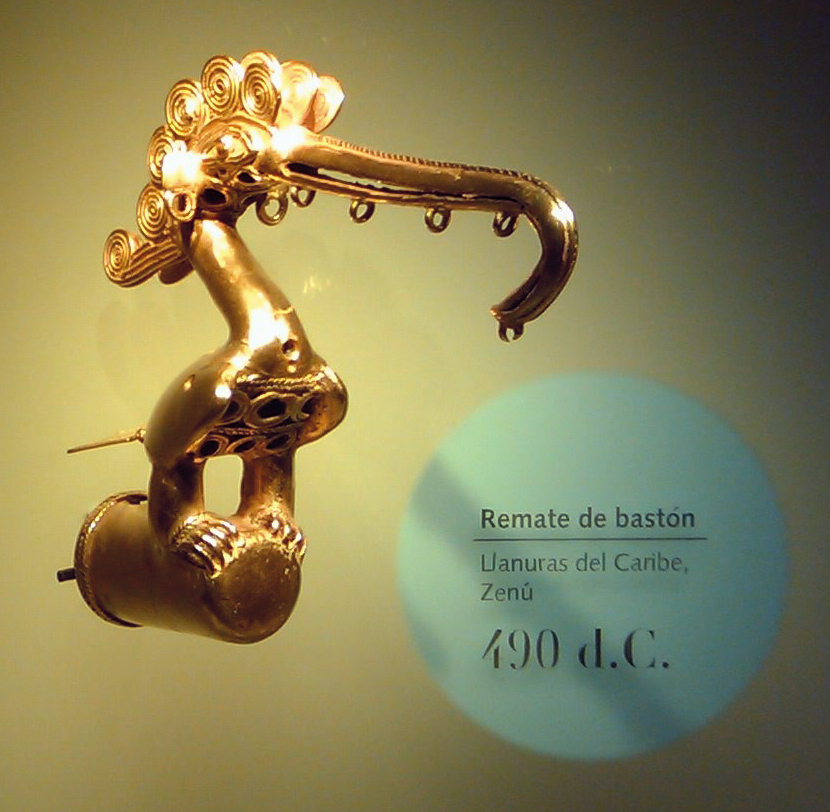
Stafversiering (Zenú cultuur)
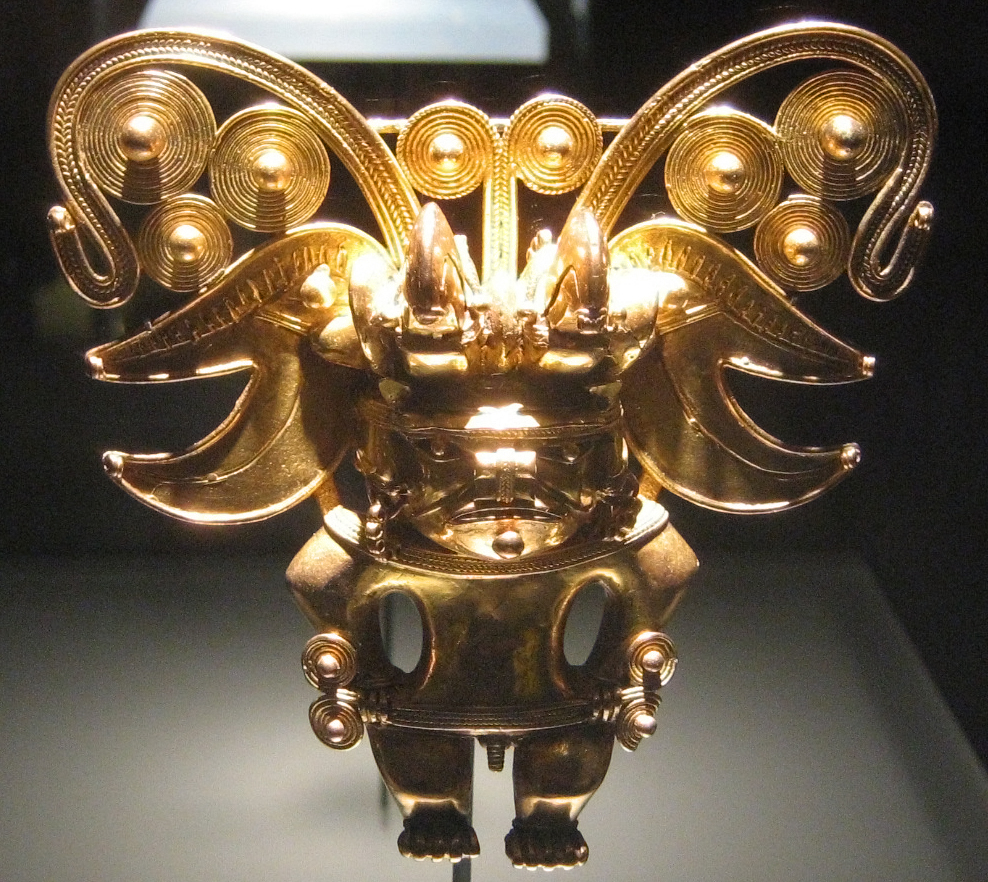
Hanger (Tairona cultuur0
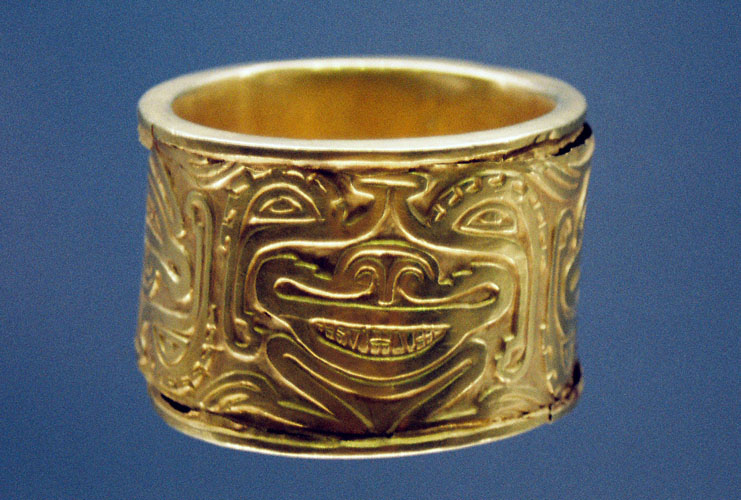
Armband (Tierradentro cultuur0